# Ronald Gamarra
Ronald Álex Gamarra Herrera, född 10 december 1958 i Lima, Peru, är en peruansk advokat och politiker. Han var Nationella människorättskommittén generalsekreterare, CNDDHH 2008-2010. Gamarra Herrera försvarade anhöriga till offren 'Barrios Altos' och 'La Cantuta', brott som förre presidenten Alberto Fujimori dömdes till fängelse. Han har varit ansvarig för utredningar av korruption och kränkningar av mänskliga rättigheter som inträffade under Fujimoris diktatur.

## Studier
1975 studerade han juridik på Universidad Nacional Mayor de San Marcos. 1979 studerade han "Regeringens politik" i Washington, D.C., USA och därefter "Mänskliga rättigheter" i Santiago de Chile, Chile.